# Shamal
Shamal — студийный альбом рок-группы Gong, первоначально изданный в 1976 году. Продюсером альбома выступил барабанщик Pink Floyd Ник Мейсон.

## Описание
Альбом был написан и записан без участия основателя группы Дэвида Аллена, и соответственно лишён «хиппистской эксцентрики» предыдущих альбомов. Тем не менее, в целом альбом сохраняет стилистику прогрессивного рока (особенно, в плане гитарной работы Стива Хиллиджа), медленно дрейфуя в направлении джаз-фьюжна. Обычно альбом рассматривается как переходный по стилю между прогрессивным фэнтези Аллена и джаз-фьюжном Пьера Мерлена конца 1970-х годов.

## Список композиций
Сторона А
1. «Wingful of Eyes» (Хоулетт) — 8:19
2. «Chandra» (Лемуан) — 7:16
3. «Bambooji» (Малерб) — 5:21

Сторона В
1. «Cat in Clark’s Shoes» (Малерб) — 7:45
2. «Mandrake» (Мерлен) — 5:07
3. «Shamal» (Бауер, Хоулетт, Лемуан, Малерб, Мерлен) — 8:58

## Музыканты
- Пьер Мерлен — барабаны, вибрафон, трубчатые колокольчики
- Майк Хоулетт — бас-гитара, вокал
- Хорхе Пинчевски — скрипка
- Мирей Бауер — перкуссия, колокольчики, ксилофон, гонг, маримба
- Сэнди Колли — вокал
- Дидье Малерб — флейта, бансури, гонг, сопрано-саксофон, тенор-саксофон
- Микетт Жироди — клавишные, вокал
- Стив Хиллидж — акустическая гитара, электрогитара
- Патрис Лемуан — клавишные